# Tremenico
Tremenico is een gemeente in de Italiaanse provincie Lecco (regio Lombardije) en telt 226 inwoners (31-12-2004). De oppervlakte bedraagt 8,9 km², de bevolkingsdichtheid is 30 inwoners per km².

## Demografie
Tremenico telt ongeveer 112 huishoudens. Het aantal inwoners daalde in de periode 1991-2001 met 20,1% volgens cijfers uit de tienjaarlijkse volkstellingen van ISTAT.
| Jaar | Inwoneraantal |
| ---- | ------------- |
| 1991 | 304           |
| 2001 | 243           |

## Geografie
Tremenico grenst aan de volgende gemeenten: Casargo, Colico, Dervio, Dorio, Introzzo, Pagnona, Vendrogno.